# Other Desert Cities
Other Desert Cities è un'opera teatrale del drammaturgo statunitense Jon Robin Baitz, portata al debutto a New York nel 2011.

## Trama
Palm Springs, Vigilia di Natale 2004. La famiglia Wyeth si riunisce in casa dei genitori Polly e Lyman per celebrare le feste insieme. La figlia Brooke torna a casa dopo sei anni come giornalista a New York; anche Silda, la sorella di Polly, è in visita alla famiglia dopo la disintossicazione. La situazione è sempre un po' tesa a casa Wyeth per le differenze dei suoi membri: Polly e Lyman sono repubblicani, mentre Silda è democratica e, per giunta, un'alcolista. Durante gli anni sessanta Silda e Poly scrivevano commedie per la Metro-Goldwyn-Mayer, ma nel corso degli anni il loro rapporto si è raffreddato a causa delle loro differenze. Brooke torna a casa con il manoscritto del suo nuovo libro, un volume di memorie in cui parla di un evento tragico avvenuto in famiglia: il suicidio del fratello Henry. La famiglia reagisce male alla notizia del libro di memorie, soprattutto perché prima di morire Harry era rimasto coinvolto in un gruppo di radicali che avevano compiuto un attentato. Ma Brooke non desiste, dato che ritiene che il libro la aiuterà a uscire dalla depression in cui è sprofondata dopo il divorzio e le permetterà di chiudere un capitolo dolorose della sua vita.
Messi alle strette, Lyman e Polly decidono di raccontare alla figlia tutta la verita su Henry, il loro primogenito con cui non sono mai andati molto d'accordo. Dopo l'attentato, Henry si era precipitato a casa loro giurando la propria innocenza e chiedendo aiuto; Lyman gli aveva consigliato di costituirsi e, al rifiuto di Henry, era scoppiata l'ennesima lite e il padre aveva scolpito il figlio. Capendo di non poter contare sulla famiglia, Henry è scappato via. Polly l'aveva trovato tre settimane dopo e l'avevano aiutato a lasciare il Paese su un traghetto; avevano poi inscenato il suicidio di Henry e scritto un biglietto d'addio in suo nome. Il motivo per cui Polly e Lyman non vogliono che la figlia pubblichi il libro è che non vogliono che il caso riceva nuove attenzioni, con il rischio quindi di rivelare il segreto della finta morte del latitante. Brook si sente ferita dalla confessione dei genitori, soprattutto perché era legatissima al fratello e ha sofferto terribilmente per molti anni dopo la notizia della sua morte. I Wyeth finiscono per riappacificarsi. 
Sono passati diversi anni e Polly e Lyman sono morti. Come d'accordo, Brooke pubblica il suo libro dopo la morte dei genitori e durante un'intervista racconta un episodio della sua infanzia e si interroga se rivedrà mai il fratello.

## Storia delle rappresentazioni
Una prima versione del dramma, intitolato Love and Mercy, fu presentata sotto forma di lettura drammatica all'Ojai Playwrights Conference nell'agosto 2010. Other Desert Cities debuttò al Lincoln Center il 13 gennaio 2011 e rimase in cartellone fino al 27 febbraio. Joe Mantello curava la regia e il cast era composto da Stockard Channing (Polly), Linda Lavin (Silda), Stacy Keach (Lyman), Thomas Sadoski (Trip) ed Elizabeth Marvel (Brooke). La pièce ottenne recensioni positive e vinse l'Outer Critics Circle Award alla migliore opera teatrale.
L'allestimento fu riproposto al Booth Theatre di Broadway il 3 novembre 2011 e rimase in cartellone fino al 17 giugno 2012 per un totale di 261 rappresentazioni e 25 anteprime. Joe Mantello tornò a dirigere il dramma, mentre il cast dell'Off Broadway tornò a ricoprire i rispettivi ruoli, con l'eccezione di Judith Light che rimpiazzò la Lavin nel ruolo di Silda e Rachel Griffiths che sostituì Elizabeth Marvel nella parte di Brooke. Ancora una volta le recensioni furono positive e la pièce ottenne una candidatura al Premio Pulitzer per la drammaturgia e cinque candidature ai Tony Award, tra cui quello per la migliore opera teatrale. Per la sua interpretazione, Judith Light vinse il Tony Award alla miglior attrice non protagonista in un'opera teatrale.
Lindsay Posner ha diretto la prima londinese di Other Desert Cities, portata in scena all'Old Vic dal 13 marzo al 24 maggio 2014. Il cast comprendeva Sinead Cusack (Polly), Peter Egan (Lyman), Clare Higgins (Silda), Daniel Lapaine (Trip) e Martha Plimpton (Brooke). Ancora una volta, il dramma è stato accolto positivamente dalla critica.